# Piccolo in veldgroen
Piccolo in veldgroen (Frans: Le groom vert-de-gris) is het vijfde stripalbum in de spin-offreeks Een verhaal van Robbedoes en Kwabbernoot door ... die door wisselende scenaristen en tekenaars gemaakt wordt. Het verhaal werd geschreven door Yannick Le Pennetier (Yann), getekend door Olivier Schwartz en ingekleurd door Laurence Croix.
De eerste druk verscheen op 7 mei 2009. Het album kende in ieder geval een herdruk in 2010 en in 2015.
Het avontuur van Robbedoes en Kwabbernoot is doorspekt met waargebeurde gebeurtenissen en echte personen. Daarnaast bevat het talloze verwijzingen naar stripauteurs en stripverhalen als Kuifje.
Een eerste versie van dit verhaal was door Yann in de jaren negentig van de twintigste eeuw opgezet voor Yves Chaland; een paar uitgewerkte platen van de versie van Chaland zijn te vinden in Les Inachevés.

## Verhaal
Het verhaal speelt in 1942. Brussel wordt bezet door de nazi's. Robbedoes werkt als piccolo in Hotel Moustic, dat gevorderd is door de Gestapo. Kwabbernoot schrijft voor Le Soir, een krant die heult met de bezetter. Als Robbedoes en Kwabbernoot elkaar ontmoeten in het begin van het album verwijten ze elkaar dat ze collaboreren met de bezetter.
Wat Kwabbernoot echter niet weet, is dat Robbedoes onder de codenaam Waalse Eekhoorn spioneert voor een verzetsgroep onder leiding van Jean Doisy. Via een radiozender houdt hij de groep op de hoogte van de plannen van kolonel Von Knochen die vanuit het hotel probeert het verzet te ontmaskeren. 
Hij krijgt echter door Von Knochen valse informatie toegespeeld, waardoor de nazi's de verzetsgroep weten op te pakken. Danzij het Joodse meisje Audrey, een caracollenverkoopster in de Marollen, en de Duitse Ursula Chickengrüber weet Robbedoes aan de nazi's te ontsnappen.
Tegelijkertijd blijkt er een geheimzinnige kracht actief die Duitse bommenwerpers neerhaalt.
Het is Pinnekeshaar, een jongen uit de Marollen, die op voedseljacht buiten Brussel een huis ontdekt met een in hout nagebouwde nazi-bommenwerper. Als hij er op de boksclub over vertelt, wordt hij door de collaborateur Violette Morris aan Von Knochen verraden. In de kelders van het hotel laat deze hem martelen totdat hij vertelt waar het huis zich bevindt.
Bij Kwabbernoot thuis blijkt dat daar een geallieerde piloot zich heeft verstopt; iets later komen er hier nog twee piloten bij. Kwabbernoot doet zijn best om hen van eten te voorzien en hen te verbergen voor zijn vrienden, waaronder zijn vriendin Glu-Glu. Als Robbedoes op de vlucht voor de nazi's bij Kwabbernoot aanklopt, weigert deze zijn - in zijn ogen met de nazi's collaborerende - vriend binnen te laten om de piloten niet in gevaar te brengen. Robbedoes gaat er vervolgens in de auto van Kwabbernoot vandoor. 
Glu-Glu blijkt lid van het verzet te zijn en regelt dat de piloten naar Spanje worden gebracht middels het netwerk van Andrée De Jongh. Kwabbernoot is gedwongen zijn kamer te verlaten als blijkt dat zijn hospita hem aan de nazi's heeft verraden. Uit wanhoop wordt hij piccolo in Hotel Moustic.
Robbedoes probeert ook het huis te vinden vanwaaruit de vliegtuigen worden neergehaald. Hij ontdekt het huis; van hieruit worden getrainde vleermuizen op de vliegtuigen afgestuurd met een explosieve lading. Dit plan is van professor Samovar, die Robbedoes gevangenneemt met behulp van zijn robot en er vervolgens vandoor gaat. Het huis en de uitvinding vallen in handen van Von Knochen; Robbedoes wordt door hem gevangengezet in het Fort van Breendonk.
Kwabbernoot weet vanaf het dak van Hotel Moustic contact te leggen met een eskader geallieerde toestellen onder leiding van kapitein Blake. Het is vervolgens baron Jean de Selys Longchamps die met Kwabbernoots aanwijzingen het hoofdkwartier van de Gestapo weet te beschieten om zo de gevangen verzetsstrijders te bevrijden.
In 1944 landen de geallieerden op de kust van Normandië en heroveren het door de nazi's bezette gebied op een kleine geheime basis in België na die nog weerstand biedt tegen de overmacht. De vleermuizen van Von Knochen halen alle geallieerde vliegtuigen die zich in de buurt wagen neer.
De collaborateurs ontvluchten inmiddels Brussel, al ontloopt Violette Morris niet de wraakneming van Pinnekeshaar. Het gevangenkamp waar Robbedoes vastzit wordt door het verzet bevrijdt, maar Robbedoes wordt door Doisy niet vrijgelaten omdat hij denkt dat Robbedoes een verrader is.
Als het weer steeds kouder wordt, beseft Robbedoes dat de vleermuizen in winterslaap moeten zijn gegaan. Met deze informatie weet Doisy Von Knochen te overwinnen en laat hij robbedoes vrij.
Tijdens het bevrijdingsfeest vinden Robbedoes en Kwabbernoot elkander weer.

## Waardering
De frisheid van de tekeningen in retrostijl wordt geprezen. Ook het plot wordt gewaardeerd, al zijn niet alle plotwendingen even geloofwaardig. Ook het feit dat het verhaal de grijsgebieden tussen goed en fout en de bijbehorende ethische dilemma's laat zien, net als de menselijke feilbaarheid van helden in de Tweede Wereldoorlog wordt gewaardeerd. Tevens hebben de hoofdfiguren meer diepgang gekregen, er is duidelijk verschil tussen de arme wees Robbedoes die soms moet knokken om voor zichzelf op te komen, versus de impulsievere Kwabbernoot die van rijkere komaf is. Enige waardering wordt ook uitgesproken voor het feit dat Yann de liefde introduceert in het verhaal; iets dat in de hoofdserie niet zou kunnen. Robbedoes heeft gevoelens voor een Joods meisje en Kwabbernoot slaapt met een Duitse.
Een aantal karakters uit de volkswijken van Brussel spreken een Brussels dialect en gebruiken dan ook specifiek Brusselse idiomen zoals Nee, misschien. Ook dit wordt gewaardeerd in de reviews.
Er zijn tal van hommages in de vorm van verwijzingen naar stripfiguren en hun bedenkers zoals Hergé, Edgar Pierre Jacobs, Jacques Van Melkebeke, Jijé, Yves Chaland en Willy Vandersteen. Niet alle toespelingen zijn direct duidelijk zonder diepgaande kennis. Zo is er bijvoorbeeld een poster te zien die het optreden aankondigt van bariton Delmas; dit was de artiestennaam van Jacobs toen hij zong in de opera van Lille. In de meeste reviews worden deze verwijzingen gewaardeerd, al vindt een enkeling het te veel afleiden van het hoofdplot.
Het album stond bij Bruna in 2009 in de Top Tien van best verkopende boeken.

## Verwijzingen
Het album kent verwijzingen naar historische figuren en gebeurtenissen en verwijzingen naar andere stripfiguren en -verhalen.

### Historisch
Onder de verzetslieden bevinden zich Jean Doisy, de hoofdredacteur van het weekblad Robbedoes tijdens de oorlog, en Raymond Leblanc, die na de oorlog het weekblad Kuifje ging uitgeven bij zijn uitgeverij Le Lombard. Dankzij de inspanningen van Leblanc werd Hergé vrijgesproken van collaboratie met de bezetter. Het vraagstuk of Hergé een collaborateur was omdat hij zijn strip tekende in een door de nazi's gecontroleerde krant of dat hij de mensen net ontspanning bood in deze moeilijke periode, wordt aangesneden in dit verhaal.
Het zij opgemerkt dat Schwartz Doisy tekende met kenmerken van Jijé, die echter nooit in het verzet zat en zelfs verdacht werd van collaboratie.
Andere historische figuren zijn onder meer de Belgische verzetsstrijder Andrée De Jongh, die het Belgische netwerk Comète leidde om geallieerde soldaten te helpen ontsnappen uit het bezette gebied, baron Jean de Selys Longchamps die het hoofdkantoor van de Gestapo in Brussel vol precisie bombardeerde, en de collaborateur Violette Morris die in haar auto werd opgeblazen.

### Stripfiguren
In het verhaal komen tal van verwijzingen voor naar creaties van Hergé. Niet alleen naar Kuifje, maar ook naar Jo, Suus en Jokko en Quick en Flupke. Er zijn ook verwijzingen naar specifieke verhalen, zoals naar De krab met de gulden scharen (Bobbie snuffelt bij een vuilnisbak met daarin een leeg blikje krab), Het geheim van de Eenhoorn (de zakkenroller Aristides Rapier, de verzamelaar Ivan Ivanovitch Sakharine koopt een model van de Eenhoorn op de rommelmarkt), De schat van Scharlaken Rackham (die verschijnt in Le Soir, de borstelmachine van professor Zonnebloem) en Kuifje en het Zwarte Goud (Dokter Müller als beul van de Gestapo).
Hommages aan de verschillende tekenaars en scenaristen van de reeks Robbedoes en Kwabbernoot zijn ook aanwezig in het album. Zo is bijvoorbeeld de portier van het hotel een creatie van Rob-Vel, de eerste tekenaar van de reeks. De tekenaar Jijé kreeg, net als Rob-Vel en zijn vrouw, een eigen straat en een poster van zijn creatie Blondie en Blinkie. Het karakter professor Samovar en diens robot verwijzen naar het Robbedoes-verhaal Radar de robot van André Franquin. De namen van scenarist Maurice Rosy, de tekenaars Jean-Claude Fournier en Nic Broca, en het duo Yoann en Vehlmann zijn ook in het verhaal terug te vinden.
Verder zijn er onder meer hommages aan Yves Chaland (zijn creatie Bob Fish), Edgar P. Jacobs (Blake als vliegtuigcommandant) en Willy Vandersteen (zo kopen Lambik, Jerom en Sidonia een musketiershoed op de rommelmarkt) naast onder meer de strips Guust, Buck Danny, Bob Morane en Baard en Kale (op een poster voor haarlotion).